# Koppe doleschalli
Koppe doleschalli es una especie de arañas araneomorfas de la familia Liocranidae.

## Distribución geográfica
Es endémica de Ambon (Indonesia).